# Rošťoutky
Rošťoutky (též Rozčoutky, Rosčoutky, Roščoutky) je osada spadající pod obec Milonice v okrese Vyškov. Sídlo se statusem základní sídelní jednotky leží v polích při silnici z Kozlan do Nesovic, asi 5 km severovýchodně od Bučovic a asi 14 km jižně od Vyškova.

## Historie

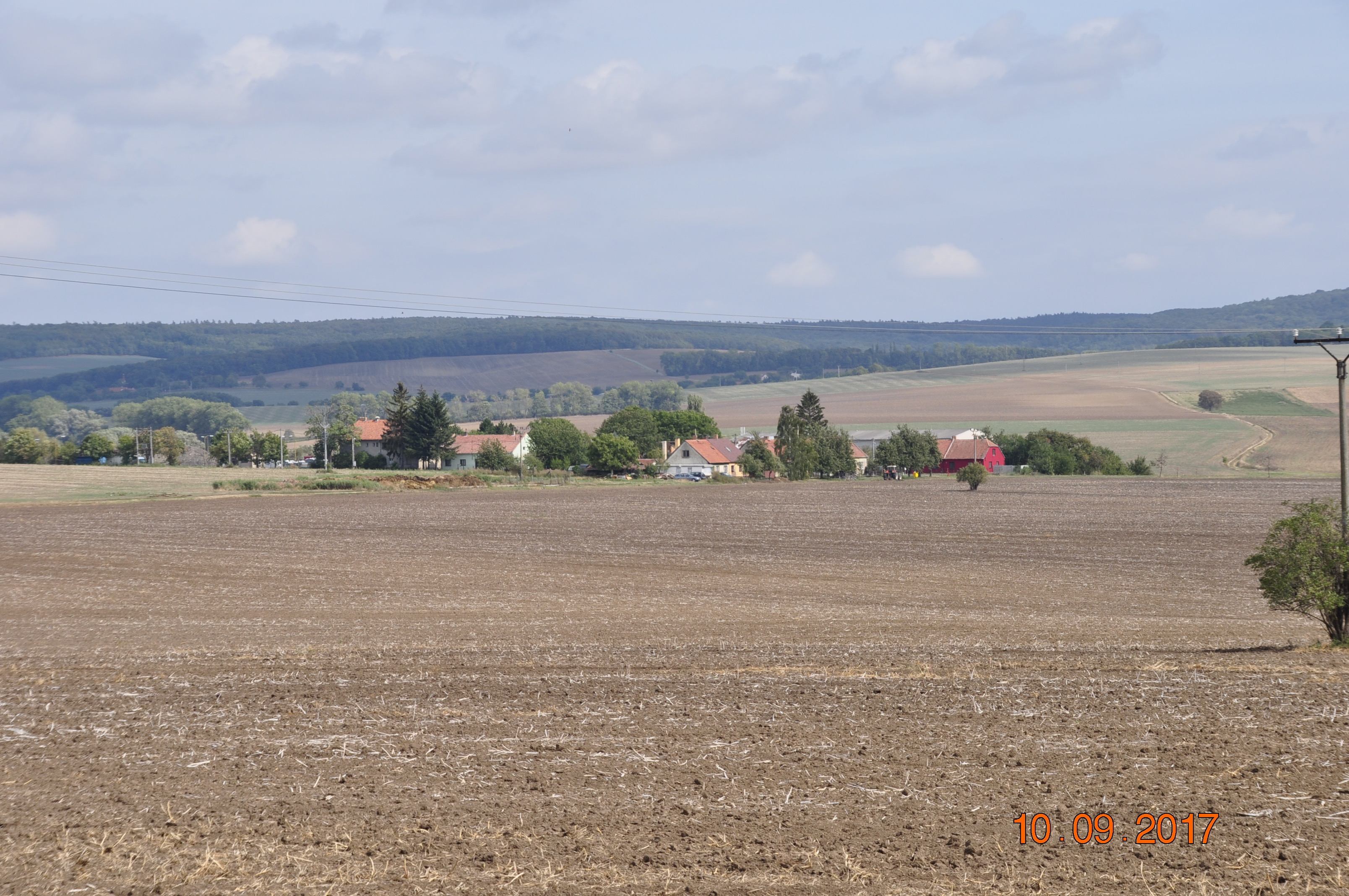
Obec Rošťoutky poblíž obce Milonice (okres Vyškov), východní pohled

První písemná zmínka o osadě je z roku 1353, kdy se zde psala jistá Eva z Rozčútek. V roce 1498 je osada vedena již jako pustá. V roce 1873 zde stával panský dvůr, hospoda a mlýn. V roce 1900 zde žilo 30 obyvatel. Osada se rozkládá na pozemcích, dnes již zaniklého JZD. V roce 2011 měla 19 obyvatel.